# Thermosphaeroma macrura
Thermosphaeroma macrura là một loài chân đều trong họ Sphaeromatidae. Loài này được Bowman miêu tả khoa học năm 1985.